# كارلوس جبريل رودريغيز
كارلوس جبريل رودريغيز (بالإسبانية: Carlos Gabriel Rodríguez)‏ (12 أبريل 1990 ببنما في بنما - ) هو لاعب كرة قدم بنمي في مركز الدفاع. شارك مع منتخب بنما لكرة القدم. أما مع النوادي، فقد لعب مع ديفينسور سبورتينغ ونادي دالاس وChepo F.C. ‏ وSan Francisco F.C. ‏ وفورتاليزا الكولومبي ونادي تاورو ‏.

## وصلات خارجية
- كارلوس جبريل رودريغيز على موقع الاتحاد الدولي (مؤرشف)  (الإنجليزية)
- كارلوس جبريل رودريغيز على موقع قاعدة بيانات كرة القدم.إي يو (الإنجليزية)
- كارلوس جبريل رودريغيز على موقع ناشيونال فوتبول تيمز (الإنجليزية)
- كارلوس جبريل رودريغيز على موقع Soccerway.com (الإنجليزية)
- كارلوس جبريل رودريغيز على موقع AS.com (الإسبانية)